# Fort Apache (1948.)
Fort Apache je vestern redatelja Johna Forda iz 1948. s Johnom Wayneom i Henryjem Fondom u glavnim ulogama. Bio je to prvi redateljev film iz "konjaničke trilogije", koju još čine filmovi Nosila je žutu vrpcu i Rio Grande, u kojima je također nastupao Wayne. Bio je to jedan od prvih autentičnih i suosjećajnih prikaza Indijanaca koji su bili uključeni u Američki građanski rat (Apači u filmu, a Siusi u stvarnim bitkama). Priča je djelomično temeljena na liku američkog generala Georgea Armstronga Custera, a dotiče se i Bitke kod Little Bighorna.

## Radnja
Vrativši se iz Građanskog rata, potpukovnik Owen Thursday (Henry Fonda), prebačen je u problematični rezervat Fort Apache, gdje hoće uvesti stroge standarde. Iako mu satnik Kirby York (John Wayne) kaže kako probleme stvaraju pokvareni indijanski zastupnici, a ne sami Indijanci, Thursday želi preuzeti indijanski rezervat pod svoje zapovjedništvo. Napokon, Thursday šalje svoju jedinicu u bitku s Indijancima i doživljava katastrofalan poraz.

## Glumci
| Glumac           | Uloga                              |
| ---------------- | ---------------------------------- |
| John Wayne       | Satnik Kirby York                  |
| Henry Fonda      | Potpukovnik Owen Thursday          |
| Ward Bond        | Bojnik O'Rourke                    |
| Shirley Temple   | Philadelphia Thursday              |
| John Agar        | Poručnik Michael "Mickey" O'Rourke |
| Victor McLaglen  | Narednik Festus Mulcahy            |
| Pedro Armendariz | Narednik Beaufort                  |
| Miguel Inclan    | Cochise                            |
| Dick Foran       | Narednik Quincannon                |
| Guy Kibbee       | Dr. Wilkens                        |
| Anna Lee         | Emily Collingwood                  |
| George O'Brien   | Satnik Sam Collingwood             |
| Jack Pennick     | Narednik Schattuck                 |
| Irene Rich       | Mary O'Rourke                      |
| Grant Withers    | Silas Meacham                      |

## Vanjske poveznice
- Fort Apache u internetskoj bazi filmova IMDb-a